# Agricultura de precisió
L'Agricultura de Precisió és una estratègia de gestió que recull, processa i analitza dades temporals, espacials i individuals i les combina amb altres informacions per a recolzar les decisions de maneig d'acord amb la variabilitat estimada, i així millorar l'eficiència en l'ús de recursos, la productivitat, la qualitat, la rendibilitat i la sostenibilitat de la producció agrícola.
Aquesta és la definició oficial d'Agricultura de Precisió aprovada per la International Society of Precision Agriculture (ISPA) el juliol de 2019 en la seva traducció oficial al català, d'abril de 2020.

## Història
El concepte i les pràctiques de l'Agricultura de Precisió es comencen a desenvolupar a principis dels anys 1980 i el terme Agricultura de Precisió es troba escrit per primera vegada el 1990. Tot i això, la ISPA no es va fundar fins al juny de 2010 i la definició oficial d'Agricultura de Precisió no es va aprovar fins al juliol de 2019. A petició de la ISPA, un grup d'investigadors catalans es va encarregar de la traducció de la definició oficial al català i va coordinar les traduccions al castellà, a l'euskera i al gallec.

## La pràctica de l'Agricultura de Precisió
L'Agricultura de Precisió es porta a la pràctica bàsicament seguint aquestes quatre etapes:
1. Adquisició georeferenciada de dades del cultiu o del camp on creix.
2. Processament de les dades per a l'obtenció d'informació útil per a l'agricultor/a o tècnic/a.
3. Presa de decisió sobre el maneig a realitzar tenint en compte la informació obtinguda.
4. Execució en camp del maneig decidit de forma localitzada i específica tenint en compte la variabilitat del camp.

L'Agricultura de Precisió consisteix en realitzar les operacions agrícoles en el moment adequat, al lloc adequat i de la manera adequada (adaptat de les definicions de Pierre Robert i Raj Khosla). Tradicionalment, les pràctiques agrícoles en parcel·la es realitzen de manera uniforme possible. És a dir, les llavors, els fertilitzants, els productes fitosanitaris i el reg, per posar alguns exemples, s'apliquen amb igual amb idèntica dosi a tot el camp, independentment de la seva variabilitat o localització. No obstant, la collita que s'obté en molts cultius no sol ser uniforme, sinó que pot presentar una variació espacial considerable tant en producció com en qualitat. En vinya, per exemple, s'han arribat a obtenir collites de raïm de 8 a 10 vegades més grans en unes zones que en unes altres de la mateixa parcel·la. Existeix, per tant, una certa discordança entre l'actuació homogènia que es realitza a nivell de parcel·la i la distribució espacial de la collita obtinguda. Aquesta circumstància fa pensar que l'ús dels recursos i dels factors productius pot ser ineficient. Dit d'una altra manera, les actuacions agronòmiques no s'adeqüen degudament a la potencialitat real de les diferents zones del camp que, per motius edàfics i/o ambientals i/o d'altre caire, solen aparèixer, sobretot en parcel·les de certa dimensió. La conseqüència lògica és l'aparició de problemes diversos, com els majors costos dels tractaments, pèrdues de collita o efectes desfavorables sobre el medi ambient.
L'aparició de les tecnologies de la informació i la comunicació (TIC) així com el desenvolupament i adaptació a l'agricultura de tecnologies com la teledetecció, els sistemes satel·litaris de navegació global (SSNG) i multitud d'altres tecnologies i tècniques sensorials, han estat un desencadenant de l'Agricultura de Precisió. Ara, els agricultors i tècnics disposen per primer cop d'una sèrie d'eines que permeten quantificar de manera ràpida i objectiva la variabilitat existent dins les parcel·les o dins d'una mateixa explotació i, el més important, a un cost raonable. En aquesta línia, seran d'especial interès l'estudi de les causes de la variabilitat espacial i la utilització de sensors propers i remots per a monitorar de la collita i la seva qualitat, el sòl i la resposta fisiològica dels cultius. Visualitzar aquestes dades, processar-les i convertir-les en informació útil, permet que els agricultors i tècnics disposin d'un suport objectiu i fiable per tal de poder prendre les seves decisions de maneig de manera coherent i més ben documentada, tenint en compte la variabilitat dels camps i d'altres factors de producció. Actualment, el mercat ofereix maquinària agrícola especialitzada per a l'aplicació de dosis variables adaptades a la variabilitat del camp, tot i que també es pot fer Agricultura de Precisió amb mitjans convencionals i en explotacions petites i mitjanes. L'Agricultura de Precisió pot contribuir, per tant, a millorar la productivitat, l'eficiència en l'ús de recursos i la rendibilitat de les explotacions.